# Gymnadenia miniata
La nigritella rossa (Gymnadenia miniata (Crantz) Hayek, 1956) è una pianta erbacea della famiglia delle Orchidacee.

## Etimologia
Il nome generico (Gymnadenia) deriva da due parole greche: gymnos (= nudo) e adèn (= ghiandola) e deriva dal fatto che i retinacoli (le estremità nettarifere con ghiandole vischiose per far aderire il polline agli insetti pronubi) non sono racchiusi nelle borsicole, ma sono praticamente “nudi”.
In lingua tedesca questa pianta si chiama Rotes Männertreu oppure Rotes Kohlröschen; in lingua francese si chiama Nigritelle rouge.

## Descrizione

Il portamento
Località: "Giardino Botanico delle Alpi Orientali", Monte Faverghera (BL), 1500 m s.l.m. - 28/06/2008

È una pianta erbacea alta da 5 a 25 cm. La forma biologica è geofita bulbosa (G bulb), ossia è una pianta perenne che porta le gemme in posizione sotterranea. Durante la stagione avversa non presenta organi aerei e le gemme si trovano in organi sotterranei chiamati bulbi o tuberi, strutture di riserva che annualmente producono nuovi fusti, foglie e fiori. È un'orchidea terrestre in quanto contrariamente ad altre specie, non è “epifita”, ossia non vive a spese di altri vegetali di maggiori proporzioni.

### Radici
Le radici sono di tipo fascicolato e secondarie da bulbo, e sono posizionate nella parte superiore dei bulbi.

### Fusto
- Parte ipogea: la parte sotterranea del fusto è composta da alcuni piccoli bulbi ovoidali a forma digitato-lobata le cui funzioni sono quelle di alimentare la pianta, ma anche di raccolta dei materiali nutritizi di riserva.
- Parte epigea: la parte aerea del fusto è breve, semplice ed eretta. La superficie è striata.

### Foglie
- Foglie basali: sono poche (massimo una decina) e sono sviluppate normalmente a forma lineare-graminiforme; sono scanalate longitudinalmente. Dimensione delle foglie: larghezza 3 – 9 mm; lunghezza 5 – 10 cm.
- Foglie cauline: sono progressivamente ridotte a delle squame patenti simili a brattee. Possono essere arrossate sui bordi.

### Infiorescenza
L'infiorescenza è una breve spiga terminale con una forma ovato-allungata, quasi cilindrica con molti piccoli fiori appressati e non contorti sull'asse (il labello si trova nella posizione originaria superiore). I fiori si trovano alle ascelle di brattee lunghe quanto i fiori stessi. Il colore di queste brattee è verde-bruno. Lunghezza dell'infiorescenza: 2 – 3 cm.

### Fiore

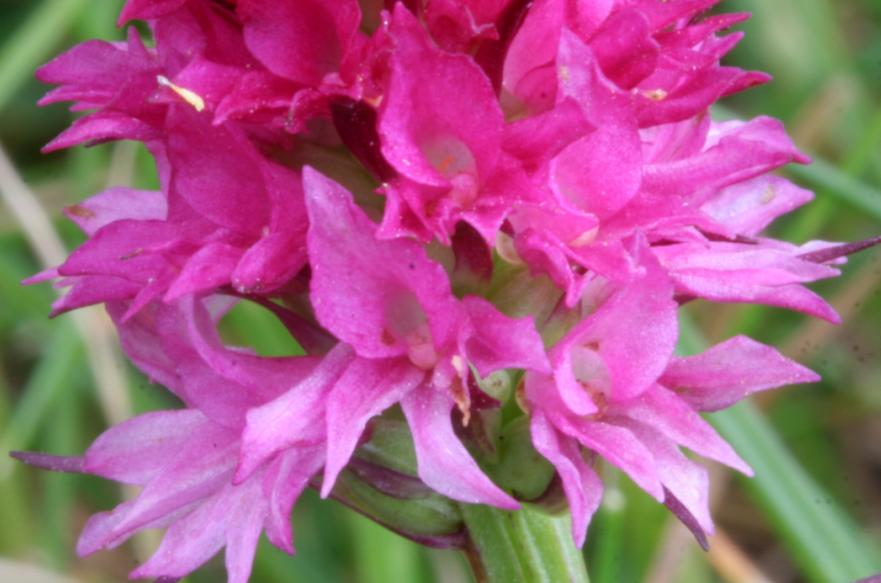
I fiori
Località: "Giardino Botanico delle Alpi Orientali", Monte Faverghera (BL), 1500 m s.l.m. - 28-06-2008

I fiori sono ermafroditi ed irregolarmente zigomorfi, pentaciclici (perigonio a 2 verticilli di tepali, 2 verticilli di stami (di cui uno solo fertile – essendo l'altro atrofizzato), 1 verticillo dello stilo). I fiori sono colorati da rosso-rubino o rosa-forte. Dimensione dei fiori: 5 – 9 mm.
- Formula fiorale: per queste piante viene indicata la seguente formula fiorale:

X, P 3+3, [A 1, G (3)], infero, capsula
- Perigonio: il perigonio è composto da 2 verticilli con 3 tepali (o segmenti) ciascuno (3 interni e 3 esterni). Tutti i segmenti sono molto simili tra di loro (a parte il labello) ed hanno una forma lanceolata con apice acuto. La disposizione di questi segmenti è patente. Lunghezza dei tepali: 6 – 7 mm.
- Labello: il labello è intero e semplice (non diviso in due parti). Rispetto ad altre orchidee è più simile agli altri tepali, ma solamente un po' più grande a forma ovata (non triangolare). I margini basali sono rialzati quasi congiunti (si presenta quindi con delle fauci tubuliformi). Sul retro è presente un piccolo sperone rigonfio.
- Ginostemio: lo stame con le rispettive antere (in realtà si tratta di una sola antera fertile biloculare – a due logge) è concresciuto (o adnato) con lo stilo e lo stigma e forma una specie di organo colonnare chiamato "ginostemio"[5]. In questa specie quest'organo è molto corto. Il polline è conglutinato in pollinii (o masse polliniche). Le masse polliniche sono collegate al retinacolo tramite una caudicola. Il retinacolo consiste in una ghiandola vischiosa sporgente e nuda (privo di borsicola). L'ovario, sessile in posizione infera è formato da tre carpelli fusi insieme[3], e non è contorto.
- Fioritura: da giugno ad agosto. Fiorisce un po' prima della Gymnadenia nigra.

### Frutti
Il frutto è una capsula. Al suo interno sono contenuti numerosi minutissimi semi piatti. Questi semi sono privi di endosperma e gli embrioni contenuti in essi sono poco differenziati in quanto formati da poche cellule. Queste piante vivono in stretta simbiosi con micorrize endotrofiche, questo significa che i semi possono svilupparsi solamente dopo essere infettati dalle spore di funghi micorrizici (infestazione di ife fungine). Questo meccanismo è necessario in quanto i semi da soli hanno poche sostanze di riserva per una germinazione in proprio.

## Biologia
La riproduzione di questa pianta può avvenire in tre modi: 
- per via sessuata grazie all'impollinazione degli insetti pronubi; il labello di questa orchidea non è molto vistoso (come in altre orchidee) in quanto non ha una funzione attrattiva primaria per gli insetti impollinatori. Questi sono tipicamente delle farfalle che sono attratte di più dall'insieme dell'infiorescenza e dai suoi profumi. Inoltre il labello essendo specializzato per le farfalle non è resupinato (ruotato di 180°) per facilitare l'accesso al nettario contenuto nello sperone ad altri insetti con proboscide più grande[7].; la germinazione dei semi è comunque condizionata dalla presenza di funghi specifici (i semi sono privi di albume – vedi sopra). La disseminazione è di tipo anemocora. In questa specie sono frequenti anche fenomeni di apogamia.
- per via vegetativa in quanto uno dei bulbi possiede la funzione vegetativa per cui può emettere gemme avventizie capaci di generare nuovi individui.
- per apomissia cioè con produzione di semi fertili senza necessità di fecondazione[8].

## Distribuzione e habitat
- Geoelemento: il tipo corologico (area di origine) è Endemico, ma anche Est-Alpico / Carpatico.
- Distribuzione: in Italia questa specie è presente solamente nelle Alpi orientali (centro della diffusione sono le Dolomiti). È considerata specie rara. Fuori dall'Italia si trova nella Svizzera orientale, in Austria e sui monti Carpazi.
- Habitat: l'habitat tipico sono i pascoli alpini e le praterie rase alpine e subalpine. Il substrato preferito è calcareo con pH basico, bassi valori nutrizionali del terreno che deve rimanere mediamente umido.
- Distribuzione altudinale: sui rilievi queste piante si possono trovare da 1500 fino a 2600 m s.l.m.; frequentano quindi i seguenti piani vegetazionali: montano (in parte), subalpino e alpino.

### Fitosociologia
Dal punto di vista fitosociologico Gymnadenia miniata appartiene alla seguente comunità vegetale:
Formazione: delle comunità delle praterie rase dei piani subalpino e alpino con dominanza di emicriptofite
Classe: Elyno-Seslerietea variae
Ordine: Seslerietalia variae

## Tassonomia
Il numero cromosomico di G. rubra è: 2n = 80.

### Specie simili
Tutte le specie del genere Gymnadenia sono molto simili tra di loro e facilmente si ibridano creando individui intermedi di difficile separazione. Sul territorio italiano si sono individuate due specie principali (più varie sottospecie e varietà) oltre a quella di questa voce. Qui descriviamo brevemente i caratteri distintivi di queste due specie:
- Gymnadenia rhellicani (Teppner & E.Klein) Teppner & E.Klein – Nigritella comune: è la sottospecie più comune abbastanza diffusa nelle Alpi. Si distingue soprattutto per la dentellatura presente sui bordi delle brattee fiorali; la colorazione più scura (quasi nera) e un labello più stretto e strozzato alla base; lo sperone non è rigonfio. Differisce anche nella diploidia: nigra è diploide e non tetraploide come la rubra.
- Gymnadenia corneliana (Beauverd) Teppner & E.Klein – Nigritella di Cornelia Rudio: l'infiorescenza è più simile alla Nigritella rubra ma con una colorazione più chiara (quasi rosato-biancastra); la base del fusto è inoltre ricca di foglie (fino a 18 contro le 6 – 10 della Nigritella nigra e rubra).

## Usi

### Giardinaggio
L'unico interesse per questa orchidea è nel giardinaggio rustico o alpino. Ha bisogno di una terra tipo castagno mista a sabbia, in una posizione soleggiata ma fresca al riparo della pioggia battente.